# Köl

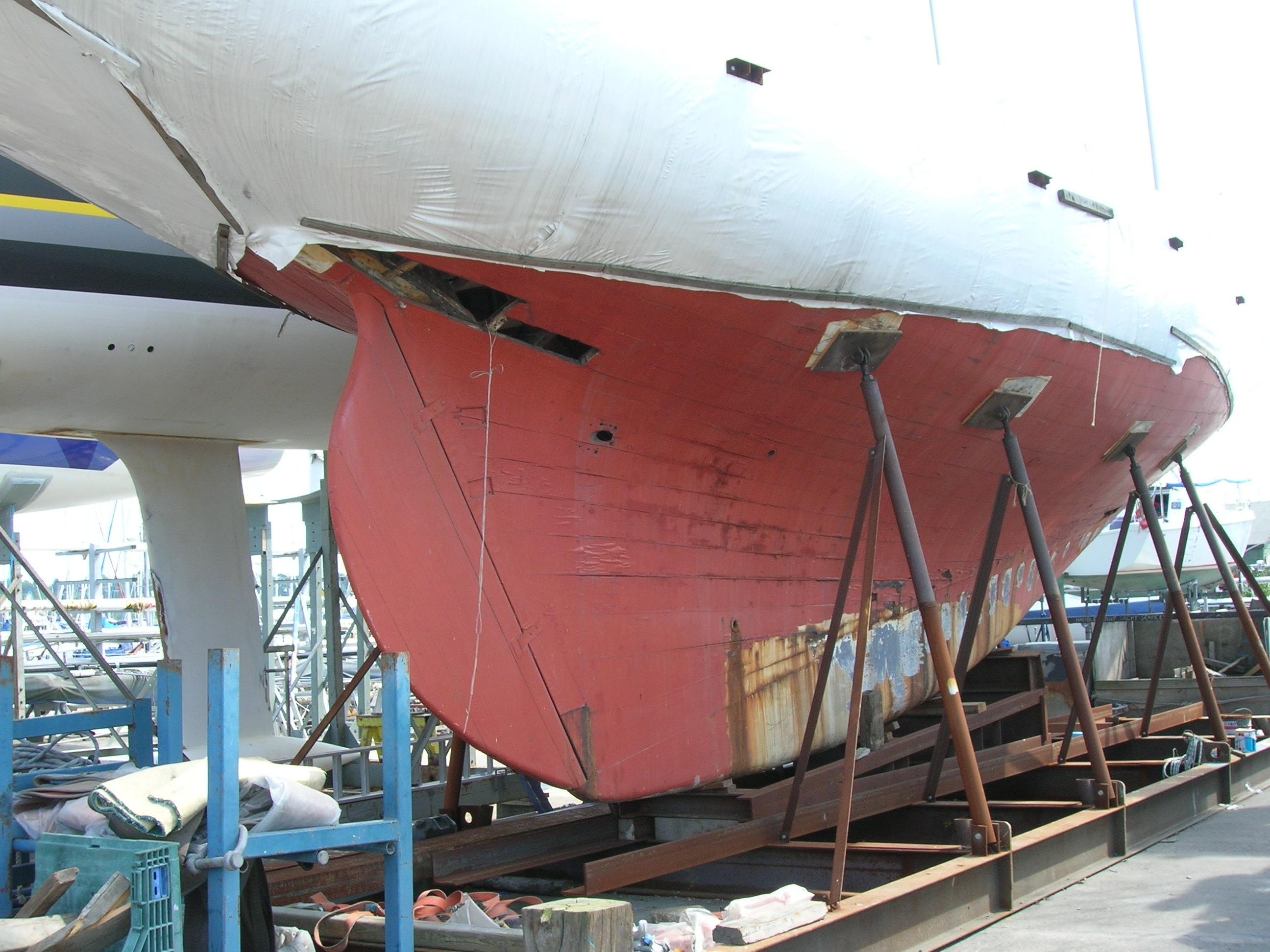
Långkölad segelbåt under reparation.

Köl är den del av en båt eller ett fartyg som befinner sig längst ned på skrovets botten (med undantag för eventuell lösköl). Kölen var den stock som man utgick ifrån för att bygga tidiga träbåtar och skepp. Kölen är att betrakta som båtens ryggrad.

## Beskrivning och historik
Båtens eventuella barlast är ofta placerad nära kölen. Vanligt har varit att placera barlasten invändigt i båtens botten. Den tidigare barlasten kunde bestå av stenar, senare av järntackor eller betongblock som var ingjutna mot skrovet. 
På en modern segelbåt utgör kölen förutsättningen för att båten ska kunna kryssa. Kölens uppgift är tvådelad då den dels genom sin vikt ska motverka den krängning som uppstår när vinden drar i seglet och på så sätt vill välta båten, dels minska båtens avdrift, det vill säga benägenheten att driva i sidled i vindens riktning, när båten kryssar eller seglar bidevind. Kölar är monterade med ett flertal grova bultar, kölbultar, mot båtens dödträ upp genom bottenstockar om det är en träbåt.[källa behövs] På en plastbåt är det på motsvarande sätt en konstruktion i stål som tar upp belastningen av kölen.
Eftersom kölen är det som sticker längst ned under ytan är det även den som är mest utsatt vid en grundstötning. Olika kölkonstruktioner är olika känsliga. Generellt kan sägas att ju kortare och djupare köl, desto känsligare är den. En långkölad båt där även rodret sitter bak på kölen har betydligt bättre chanser att klara en grundstötning än en fenkölad båt. Mer eller mindre fantasifulla försök har gjorts att minska skadorna vid grundstötningar. Till exempel finns så kallade kölskydd i form av ett gummiskydd som fästes på kölens framkant för att ta upp en del av energin vid en grundstötning.
Idag kan kölen i sin mest extrema form vara en vinge med en stor bulb, en strömlinjeformad utbuktning, nederst på kölen. Bulben innehåller barlasten. 
Tidigare segelbåtar i modern tid var långkölade. En del byggs fortfarande på det här sättet efter klassregler, till exempel folkbåten. Den långa kölens fördel är dels att den ger en mera stabil kurs, dels att den är mindre känslig för grundstötning, nackdelen att stabiliteten även gäller vid snabba manövrar såsom stagvändning. Motorbåtar är oftast byggda med lång köl eller utan markant utskjutande köl.

## Olika kölar

### Centerbord
På en båt med centerbord fungerar centerbordet för att motverka avdriften samt att hålla kursen under segling. Däremot håller centerbordet inte båten upprätt, och är alltså egentligen ingen köl i modern mening. För att motverka krafterna för krängning belastar seglaren oftast båten med sin kroppsvikt, till exempel vid segling av en jolle. Centerbordet kan vara tillverkat av plywood, glasfiberarmerad polyester, eller stål och vara monterat i en trumma, en vattentät låda och är justerbart i höjdled på lite olika sätt. På en del båtar är det vikbart akteröver hängande i en bult, i andra båtar hissas det upp med en vinsch vid till exempel förtöjning vid stranden eller vid segling för undanvind. På en katamaran eller trimaran är det avståndet från mastcentrum och båtens största bredd som är avgörande, även dessa båtar kan vara utrustade med centerbord, oftast här av stål. En variant av centerbord är läbord som då per definition inte sitter i centerlinjen.

### Fenköl

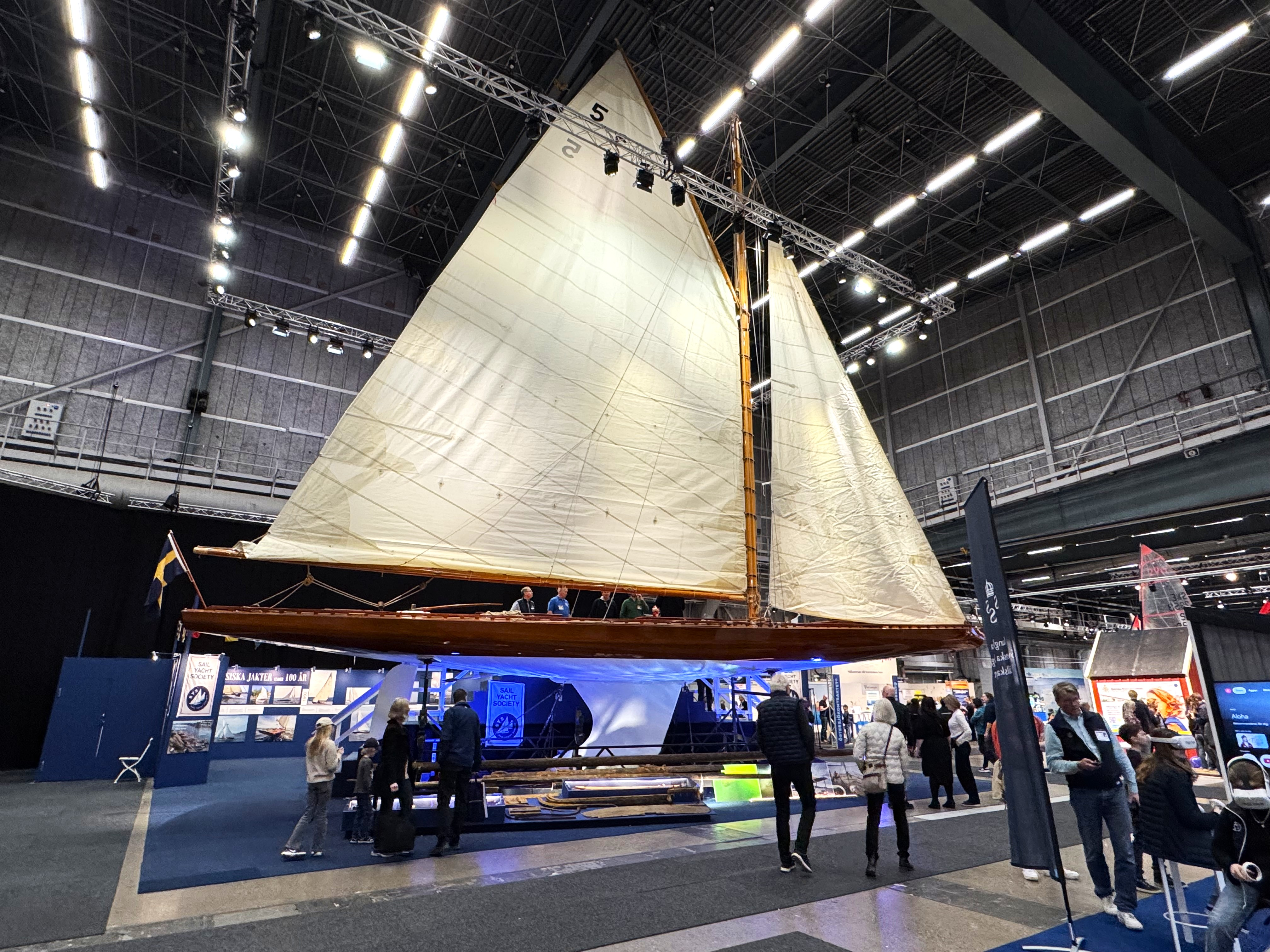
Fenkölsracern Ester konstruerad 1901 av Gunnar Mellgren, utställd på båtmässan Allt för sjön i Stockholm i mars 2025.

Fenkölen har först utvecklats för kappsegling. Den ger mindre våtyta och därmed mindre motstånd i vattnet, låter tyngdpunkten komma lägre, vilket ger möjlighet att föra mer segel och ger mindre motstånd vid kursändringar, vilket är viktigt framförallt vid stagvändning. En fenkölad båt har inte den kursstabilitet som en långkölad båt har.
Fenkölade båtar kan drabbas av svajköl då kölen rör sig i sidled vid krängning på grund av att materialet i skrovet runt kölens infästning har mjuknat, exempelvis på grund av materialutmattning. Eftersom svajköl kan leda till kölhaveri, att kölen tappas, är svajköl en skada som kräver reparation.

### Slingerköl
Slingerköl (även slagköl) har tillkommit på båtar och fartyg för att begränsa dess rörelse i sidled vid sjögång. Slingerköl finns på mindre båtar som till exempel Ölandssnipan och upp till större fartyg. Det är små utstickande "fenor" som hindrar fartyget att röra sig annat än framåt/bakåt. De återfinns typiskt sett i par, vanligen akterut, vinkelrätt mot nollspantens plan.

### Bulbköl
Bulbköl är en typ av fenköl där den större massan är placerad längst ned på kölen i en bulb.

### Sänkköl
Huvudartikel: Sänkköl
Rörlig köl som hissas och firas i lodled.

### Svängköl
Svängköl är en typ av arrangemang för att kunna vinkla kölen i sidled längs en segelbåts långskeppslinje. Vissa båtar, till exempel VO 70-båtar, kan med hjälp av hydraulik vinkla kölen mot lovart (mot vinden) för att öka det upprätande momentet.

### Slagköl
Slagkölen är en variant av slingerkölen som ger mindre djupgående och hjälper båten stå upprätt om den hamnar på botten vid lågvatten. Förekommer mest i länder som har tidvatten

## Bilder

Finnjolle med centerbord.
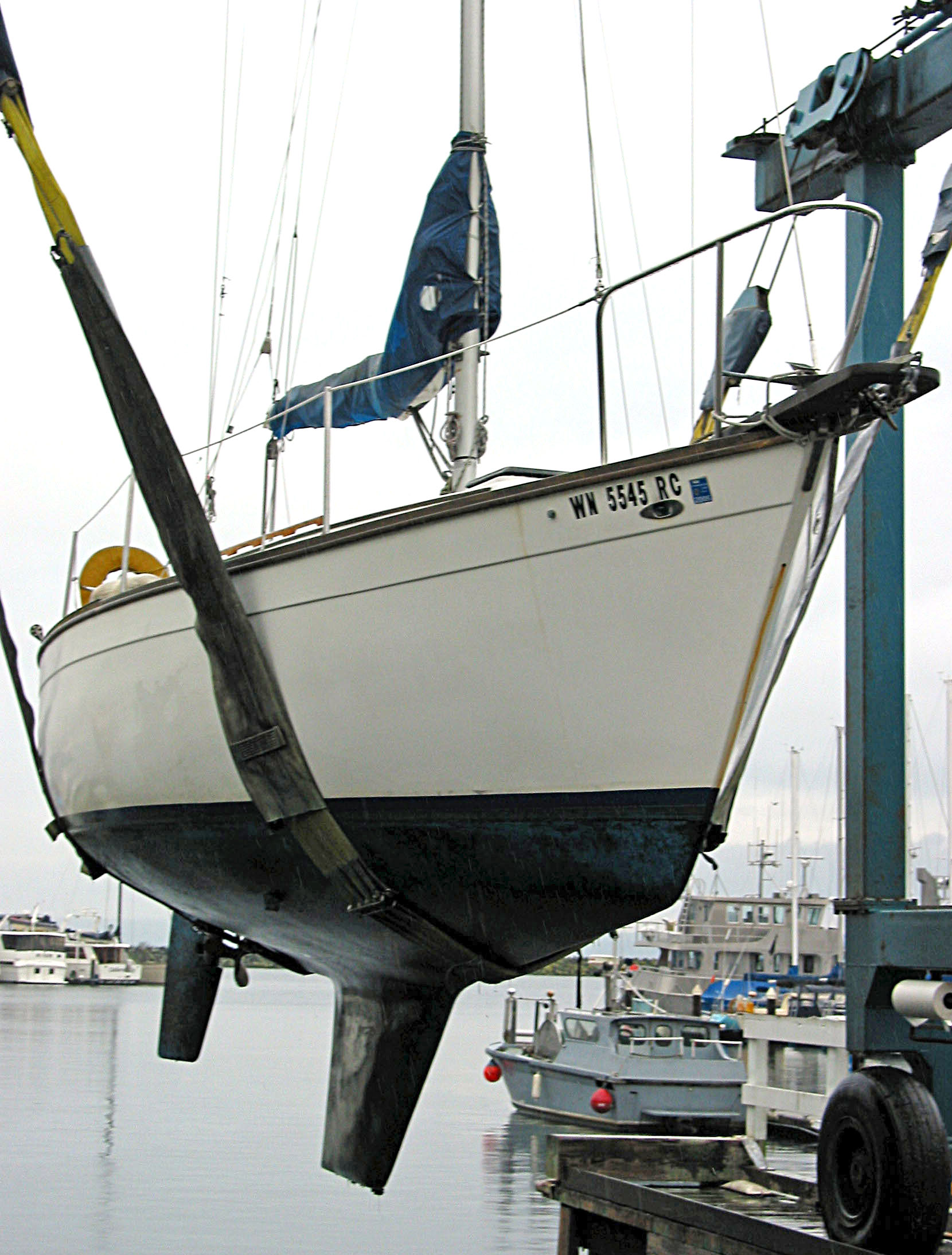
Fenköl på en segelbåt.
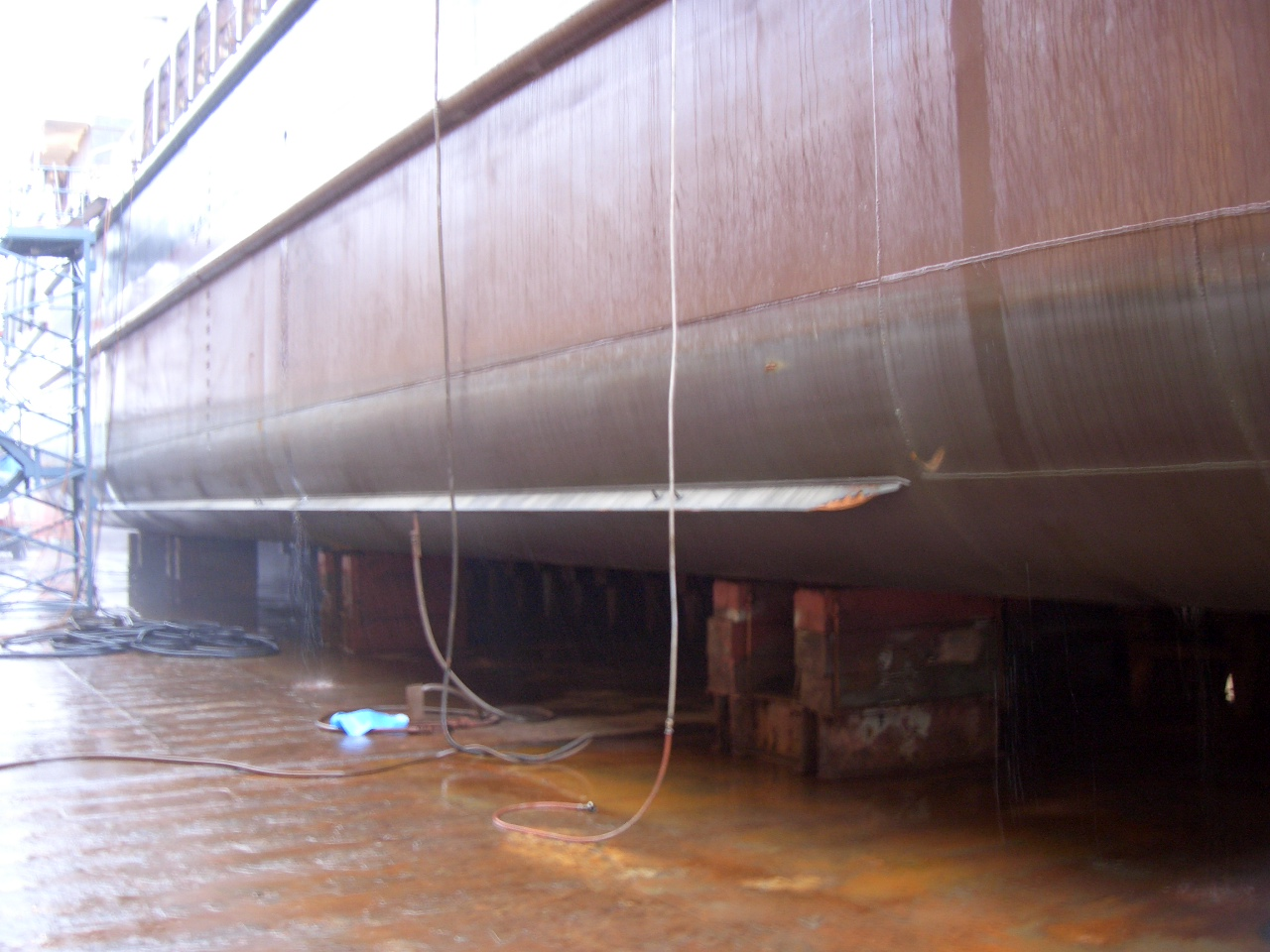
Slingerköl på ett fartyg.
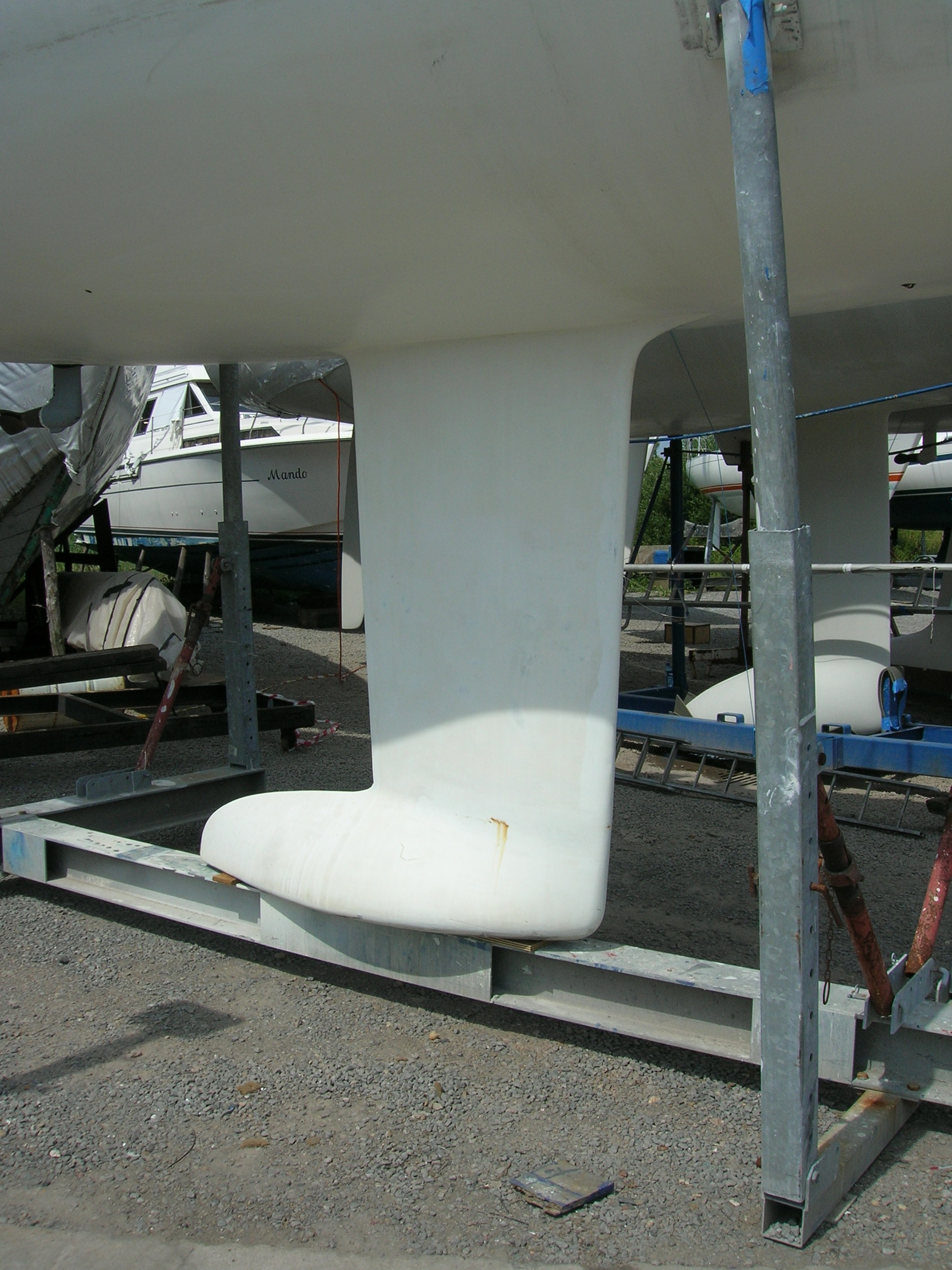
Bulbköl på en segelbåt.
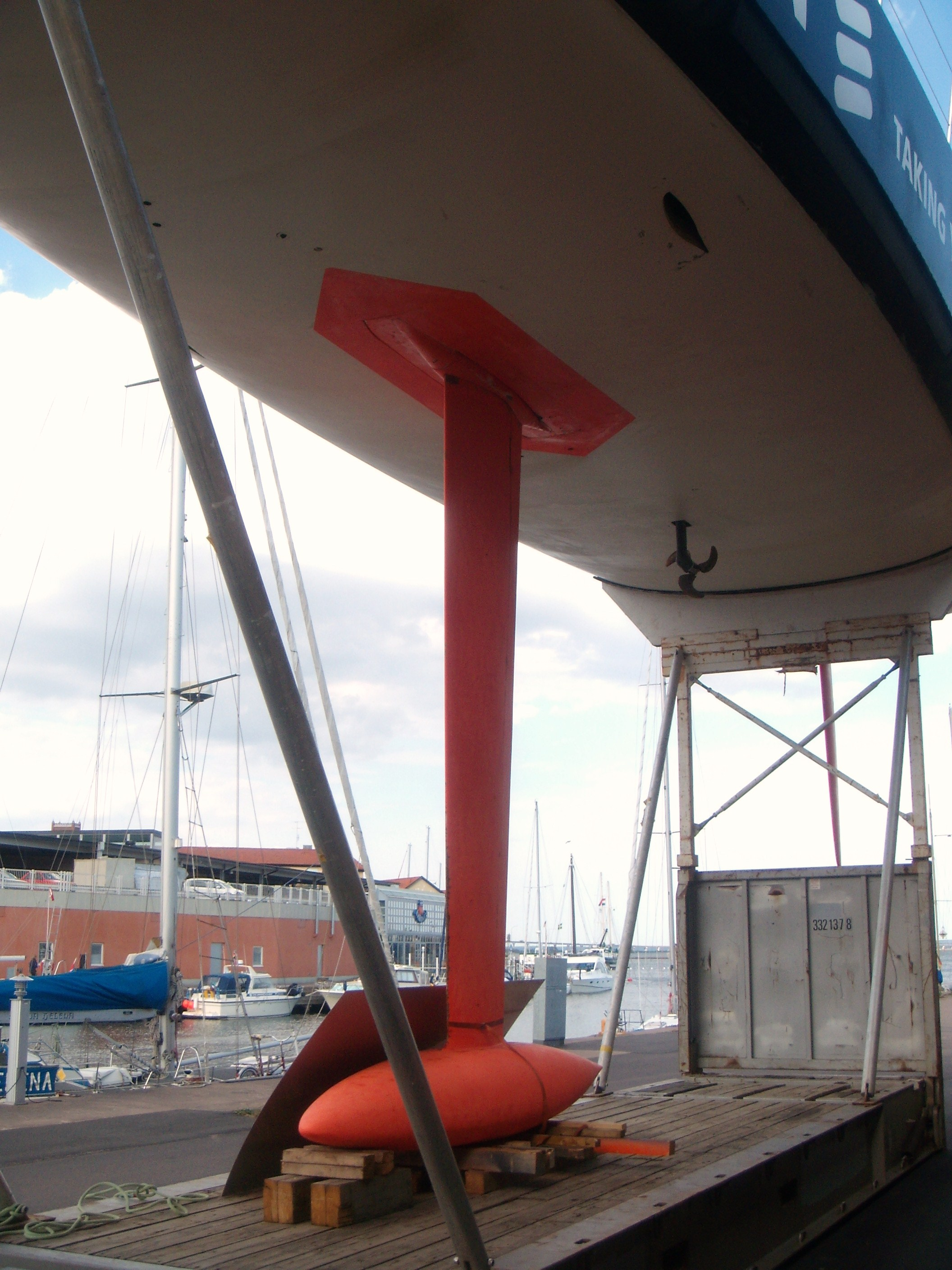
Svängköl på VO 70 båten Ericsson.
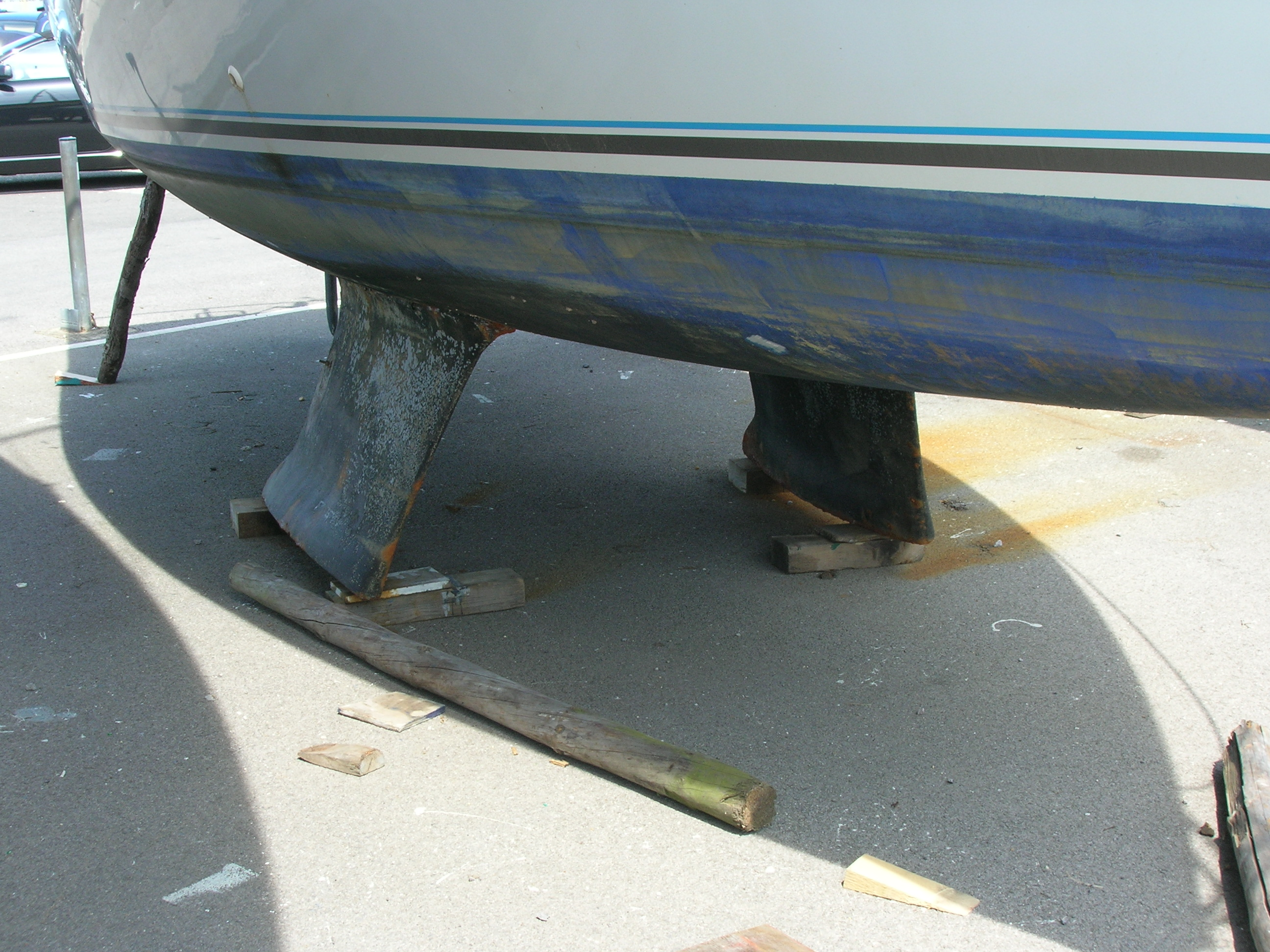
Slagköl.